# Aleksander Balcerowski
Aleksander „Olek” Roman Balcerowski (ur. 19 listopada 2000 w Świdnicy) – polski koszykarz występujący na pozycji środkowego, od 2024 zawodnik BC Unicaja Málaga.

## Życiorys
Balcerowski jest wychowankiem Górnika Wałbrzych, w barwach którego występował w rozgrywkach juniorskich. W 2014 został zawodnikiem CB Gran Canaria. Na Wyspach Kanaryjskich początkowo grał w rozgrywkach juniorskich. W sezonie 2016/2017 został włączony do składu zespołu rezerw występującego w Liga EBA, rozgrywając 3 mecze na tym poziomie ligowym. W kolejnym sezonie został podstawowym zawodnikiem drugiej drużyny CB Gran Canaria. 3 grudnia 2017 zadebiutował w pierwszym zespole – w meczu Ligi ACB przeciwko Realowi Madryt w niespełna 1,5 minuty zanotował 1 zbiórkę, stając się tym samym najmłodszym w historii klubu zawodnikiem, który wystąpił w ligowym spotkaniu (miał wówczas 17 lat i 14 dni). W sezonie 2017/2018 wystąpił także w 2 meczach Eurocupu. 17 stycznia 2019, w spotkaniu przeciwko Fenerbahçe, zadebiutował w Eurolidze.
16 lipca 2021 dołączył do serbskiego KK Mega Basket Belgrad.
Był powoływany do polskich kadr juniorskich – zarówno do lat 16, jak i 18, z drugą z nich biorąc udział w mistrzostwach Europy dywizji B w tej kategorii wiekowej. Do seniorskiej reprezentacji Polski powoływany był już w 2017 roku, gdy brał udział w jej treningach, ale ostatecznie zadebiutował 9 sierpnia 2019 w meczu sparingowym z Jordanią – jako zawodnik „pierwszej piątki” zdobył 9 punktów, miał 3 zbiórki i 2 asysty w ciągu 19 rozegranych minut. W tym samym roku znalazł się w składzie polskiej kadry na Mistrzostwa Świata w Koszykówce Mężczyzn 2019, stając się najmłodszym uczestnikiem tej imprezy.
28 lipca 2023 dołączył do greckiego Panathinaikosu Ateny.
2 września 2024 dołączył do hiszpańskiej BC Unicaja Málaga. 23 września wygrał Superpuchar Hiszpanii.
Jego ojciec, Marcin Balcerowski, jest wielokrotnym reprezentantem Polski w koszykówce na wózkach (przed wypadkiem uprawiał klasyczną odmianę koszykówki – jako zawodnik Górnika Wałbrzych występował w I lidze).

## Osiągnięcia
Stan na 21 sierpnia 2023, na podstawie, o ile nie zaznaczono inaczej.

### Drużynowe
- Mistrz Ligi Mistrzów FIBA (2025)[20]
- Mistrz Eurocup (2023)[21]
- Mistrz Euroligi (2024)
- Zdobywca Superpuchar Hiszpanii (2024)
- Uczestnik rozgrywek:
  - Euroligi (2018/2019)[6]
  - Eurocup (2017/2018[6], 2020–2023)

### Indywidualne
- Wschodząca Gwiazda EuroCup (2021, 2023)[22][23]
- Uczestnik:
  - Jordan Brand Classic (2016)[4]
  - Basketball Without Borders (2018)[4]

### Reprezentacyjne
- Uczestnik:
  - mistrzostw:
    - świata (2019 – 8. miejsce[24])
    - Europy:
      - 2022 (4. miejsce)[25]
      - dywizji B U–18 (2018 – 12. miejsce[1])

  - kwalifikacji:
    - olimpijskich (2021 – 3. miejsce)
    - europejskich do mistrzostw świata (2021)
    - do Eurobasketu (2020)

  - pre-kwalifikacji olimpijskich (2023 – 1. miejsce)[26]